# Liste der Nummer-eins-Country-Alben in den USA (1976)
Dies ist eine Liste der Nummer-eins-Alben in den von Billboard ermittelten Verkaufscharts für Country-Alben in den USA im Jahr 1976. In diesem Jahr gab es sechzehn Nummer-eins-Alben.

| ← 1975 ← | Liste der Nummer-eins-Country-Alben in den USA | Liste der Nummer-eins-Country-Alben in den USA                | Liste der Nummer-eins-Country-Alben in den USA   | 1977 →                    |
| \| Zeitraum \| Wo. ges. \| Interpret \| Titel \| Zusätzliche Informationen \| \| (Zeitraum, Wochen auf Platz eins, Interpret, Titel, zusätzliche Informationen) \| \| \| \| \| \| ------------------------------------------------------------------------------ \| -------- \| ------------------------------------------------------------- \| --------------------------------------------------- \| ------------------------- \| \| 27. Dezember 1975 – 27. Februar 1976 9 Wochen (insgesamt 9) \| 9 \| C. W. McCall \| Black Bear Road[1] \| - \| \| 28. Februar 1976 – 9. April 1976 6 Wochen (insgesamt 6) \| 6 \| Waylon Jennings, Willie Nelson, Jessi Colter & Tompall Glaser \| Wanted! The Outlaws[2] \| - \| \| 10. April 1976 – 23. April 1976 2 Wochen (insgesamt 2) \| 2 \| Emmylou Harris \| Elite Hotel[3] \| - \| \| 24. April 1976 – 30. April 1976 1 Woche (insgesamt 1) \| 1 \| Willie Nelson \| The Sound in Your Mind[4] \| - \| \| 1. Mai 1976 – 7. Mai 1976 1 Woche (insgesamt 1) \| 1 \| Merle Haggard & The Strangers \| It's All in the Movies[5] \| - \| \| 8. Mai 1976 – 25. Juni 1976 7 Wochen (insgesamt 8) \| 8 \| Willie Nelson \| The Sound in Your Mind \| - \| \| 26. Juni 1976 – 9. Juli 1976 2 Wochen (insgesamt 2) \| 2 \| Don Williams \| Harmony[6] \| - \| \| 10. Juli 1976 – 6. August 1976 4 Wochen (insgesamt 4) \| 4 \| Elvis Presley \| From Elvis Presley Boulevard, Memphis, Tennessee[7] \| - \| \| 7. August 1976 – 13. August 1976 1 Woche (insgesamt 1) \| 1 \| Conway Twitty & Loretta Lynn \| United Talent[8] \| - \| \| 14. August 1976 – 27. Juni 1976 46 Wochen (insgesamt 2) \| 2 \| Waylon Jennings \| Are You Ready for the Country[9] \| - \| \| 28. August 1976 – 3. September 1976 1 Woche (insgesamt 1) \| 1 \| Red Sovine \| Teddy Bear[10] \| - \| \| 4. September 1976 – 1. Oktober 1976 4 Wochen (insgesamt 6) \| 6 \| Waylon Jennings \| Are You Ready for the Country \| - \| \| 2. Oktober 1976 – 15. Oktober 1976 2 Wochen (insgesamt 2) \| 2 \| Linda Ronstadt \| Hasten Down the Wind[11] \| - \| \| 16. Oktober 1976 – 22. Oktober 1976 1 Woche (insgesamt 7) \| 7 \| Waylon Jennings \| Are You Ready for the Country \| - \| \| 23. Oktober 1976 – 29. Oktober 1976 1 Woche (insgesamt 3) \| 3 \| Linda Ronstadt \| Hasten Down the Wind \| - \| \| 30. Oktober 1976 – 5. November 1976 1 Woche (insgesamt 1) \| 1 \| George Jones & Tammy Wynette \| Golden Ring[12] \| - \| \| 6. November 1976 – 12. November 1976 1 Woche (insgesamt 1) \| 1 \| Tanya Tucker \| Here's Some Love[13] \| - \| \| 13. November 1976 – 19. November 1975 1 Woche (insgesamt 1) \| 1 \| Marty Robbins \| El Paso City[14] \| - \| \| 20. November 1976 – 10. Dezember 1976 3 Wochen (insgesamt 3) \| 3 \| Willie Nelson \| The Troublemaker[15] \| - \| \| 11. Dezember 1976 – 17. Dezember 1976 1 Woche (insgesamt 1) \| 1 \| Loretta Lynn \| Somebody Somewhere[16] \| - \| \| 18. Dezember 1976 – 31. Dezember 1976 2 Wochen (insgesamt 9) \| 9 \| Waylon Jennings \| Are You Ready for the Country \| - \| |                                                |                                                               |                                                  |                           |
| ← 1975 |                                                |                                                               |                                                  | → 1977 →                  |
| Zeitraum | Wo. ges.                                       | Interpret                                                     | Titel                                            | Zusätzliche Informationen |
| (Zeitraum, Wochen auf Platz eins, Interpret, Titel, zusätzliche Informationen) |                                                |                                                               |                                                  |                           |
| 27. Dezember 1975 – 27. Februar 1976 9 Wochen (insgesamt 9) | 9                                              | C. W. McCall                                                  | Black Bear Road                                  | -                         |
| 28. Februar 1976 – 9. April 1976 6 Wochen (insgesamt 6) | 6                                              | Waylon Jennings, Willie Nelson, Jessi Colter & Tompall Glaser | Wanted! The Outlaws                              | -                         |
| 10. April 1976 – 23. April 1976 2 Wochen (insgesamt 2) | 2                                              | Emmylou Harris                                                | Elite Hotel                                      | -                         |
| 24. April 1976 – 30. April 1976 1 Woche (insgesamt 1) | 1                                              | Willie Nelson                                                 | The Sound in Your Mind                           | -                         |
| 1. Mai 1976 – 7. Mai 1976 1 Woche (insgesamt 1) | 1                                              | Merle Haggard & The Strangers                                 | It's All in the Movies                           | -                         |
| 8. Mai 1976 – 25. Juni 1976 7 Wochen (insgesamt 8) | 8                                              | Willie Nelson                                                 | The Sound in Your Mind                           | -                         |
| 26. Juni 1976 – 9. Juli 1976 2 Wochen (insgesamt 2) | 2                                              | Don Williams                                                  | Harmony                                          | -                         |
| 10. Juli 1976 – 6. August 1976 4 Wochen (insgesamt 4) | 4                                              | Elvis Presley                                                 | From Elvis Presley Boulevard, Memphis, Tennessee | -                         |
| 7. August 1976 – 13. August 1976 1 Woche (insgesamt 1) | 1                                              | Conway Twitty & Loretta Lynn                                  | United Talent                                    | -                         |
| 14. August 1976 – 27. Juni 1976 46 Wochen (insgesamt 2) | 2                                              | Waylon Jennings                                               | Are You Ready for the Country                    | -                         |
| 28. August 1976 – 3. September 1976 1 Woche (insgesamt 1) | 1                                              | Red Sovine                                                    | Teddy Bear                                       | -                         |
| 4. September 1976 – 1. Oktober 1976 4 Wochen (insgesamt 6) | 6                                              | Waylon Jennings                                               | Are You Ready for the Country                    | -                         |
| 2. Oktober 1976 – 15. Oktober 1976 2 Wochen (insgesamt 2) | 2                                              | Linda Ronstadt                                                | Hasten Down the Wind                             | -                         |
| 16. Oktober 1976 – 22. Oktober 1976 1 Woche (insgesamt 7) | 7                                              | Waylon Jennings                                               | Are You Ready for the Country                    | -                         |
| 23. Oktober 1976 – 29. Oktober 1976 1 Woche (insgesamt 3) | 3                                              | Linda Ronstadt                                                | Hasten Down the Wind                             | -                         |
| 30. Oktober 1976 – 5. November 1976 1 Woche (insgesamt 1) | 1                                              | George Jones & Tammy Wynette                                  | Golden Ring                                      | -                         |
| 6. November 1976 – 12. November 1976 1 Woche (insgesamt 1) | 1                                              | Tanya Tucker                                                  | Here's Some Love                                 | -                         |
| 13. November 1976 – 19. November 1975 1 Woche (insgesamt 1) | 1                                              | Marty Robbins                                                 | El Paso City                                     | -                         |
| 20. November 1976 – 10. Dezember 1976 3 Wochen (insgesamt 3) | 3                                              | Willie Nelson                                                 | The Troublemaker                                 | -                         |
| 11. Dezember 1976 – 17. Dezember 1976 1 Woche (insgesamt 1) | 1                                              | Loretta Lynn                                                  | Somebody Somewhere                               | -                         |
| 18. Dezember 1976 – 31. Dezember 1976 2 Wochen (insgesamt 9) | 9                                              | Waylon Jennings                                               | Are You Ready for the Country                    | -                         |